# Galciani Neves
Galciani Maria Neves de Araujo (Fortaleza, 1978) é uma pesquisadora brasileira. Fez Mestrado e Doutorado em Comunicação e Semiótica na PUC-SP e trabalha como professora de Artes Visuais na Universidade Federal do Ceará e na Fundação Armando Álvares Penteado, além de coordenadora de um programa de ensino do Instituto Tomie Ohtake. É autora do livro Exercícios Críticos: Gestos e Procedimentos de Invenção (Educ-SP e Fapesp, 2016). Desde julho de 2020 é curadora do Museu Brasileiro da Escultura e Ecologia.
Em 2019, o Instituto Tomie Ohtake publicou o catálogo da exposição AI-5 50 Anos: Ainda Não Terminou de Acabar, referente ao período da ditadura militar brasileira, com textos de Galciani e outros onze autores. Por este livro, ela ganhou em 2020 o Prêmio Jabuti na categoria "Artes".